# ʻOloʻupena Falls
ʻOloʻupena Falls (auch Oloupena Falls) ist ein Wasserfall auf der Insel Molokaʻi von Hawaii. Er ist mit einer Höhe von etwa 900 Metern der höchste Wasserfall der Vereinigten Staaten und wird inoffiziell als der vierthöchste der Welt geführt. Er liegt an den steilen Klippen der Nordküste 500 m westlich der Puʻukaʻōkū Falls in einem schwer zugänglichen Gebiet mit dichter Vegetation. Es ist ein intermittenter Wasserfall, der nur nach Niederschlägen Wasser führt. Die Höhenlage der Insel, in der der Zufluss entspringt, erhält einen mittleren jährlichen Niederschlag zwischen 2032 mm und 3555 mm. Bei maximaler Wassermenge erreicht er eine Breite von 12 m.